# Nipawin (circonscription saskatchewanaise)
Pour les articles homonymes, voir Nipawin et Torch River.
Circonscription électorale provinciale du Canada
Nipawin (initialement Torch River) est une ancienne circonscription électorale provinciale de la Saskatchewan au Canada. Elle est représentée à l'Assemblée législative de la Saskatchewan de 1938 à 1995.

## Géographie
La circonscription était basée près de la rivière municipalité rurale de Torch River No 488 (en).

## Liste des députés
| Parlement                                                                    | Années      | Député                  | Député                       | Parti                     |
| Torch River                                                                  | Torch River | Torch River             | Torch River                  | Torch River               |
| ---------------------------------------------------------------------------- | ----------- | ----------------------- | ---------------------------- | ------------------------- |
| 9e                                                                           | 1938–1944   |                         | James Archibald Kiteley (en) | Libéral                   |
| 10e                                                                          | 1944–1948   |                         | John Bruce Harris (en)       | CCF                       |
| 11e                                                                          | 1948–1952   | John Robert Denike (en) |                              | CCF                       |
| Nipawin                                                                      |             |                         |                              |                           |
| 12e                                                                          | 1952–1956   |                         | Thomas Russell MacNutt (en)  | Libéral                   |
| 13e                                                                          | 1956–1960   |                         | Leo Nile Nicholson (en)      | Créditiste                |
| 14e                                                                          | 1960–1964   |                         | Robert Irvin Perkins (en)    | CCF                       |
| 15e                                                                          | 1964–1967   |                         | Frank Kenneth Radloff (en)   | Libéral                   |
| 16e                                                                          | 1967–1971   |                         | Frank Kenneth Radloff (en)   | Libéral                   |
| 17e                                                                          | 1971–1975   |                         | John Kristian Comer (en)     | Néo-démocratique          |
| 18e                                                                          | 1975–1978   |                         | Dick Collver (en)            | Progressiste-conservateur |
| 19e                                                                          | 1978–1980   |                         | Dick Collver (en)            | Progressiste-conservateur |
| 19e                                                                          | 1980-1982   |                         | Dick Collver (en)            | Unionest                  |
| 20e                                                                          | 1982–1986   |                         | Lloyd Sauder (en)            | Progressiste-conservateur |
| 21e                                                                          | 1986–1991   |                         | Lloyd Sauder (en)            | Progressiste-conservateur |
| 22e                                                                          | 1991–1995   |                         | Tom Keeping (en)             | Néo-démocratique          |
| Circonscription redistribuée dans Carrot River Valley et Saskatchewan Rivers |             |                         |                              |                           |

## Résultats électoraux
Nipawin (1952-1995)

Torch River (1938-1952)